# Mackenzie-bassinet
Mackenzie-bassinet er en dal, beliggende centralt på Sydøen på øst-siden af vandskellet ved de sydlige alper.